# Gura Teghii
Gura Teghii là một xã thuộc hạt Buzău, România. Dân số thời điểm năm 2002 là 3888 người.